# Catedral de Fredrikstad
La catedral de Fredrikstad (en noruego, Fredrikstad domkirke) es una catedral de la Iglesia de Noruega, sede de la diócesis de Borg. Está situada en la zona de Cicignon, en el centro de la ciudad.
Fue diseñada por el arquitecto Waldemar Ferdinand Lühr para ser una iglesia parroquial. Fue construida entre 1879 y 1880 en estilo neogótico con ladrillos, con una planta longitudinal en forma de cruz latina. Posee una sola torre de 72 m de altura en el extremo occidental, que forma parte de la fachada principal. Fue consagrada el 13 de octubre de 1880, cuando fue conocida como iglesia de Vestre Fredrikstad (Fredrikstad occidental).
Restaurada en 1954, fue elevada a categoría de catedral en 1969, cuando se creó la nueva diócesis de Borg, con sede en Fredrikstad.
Destacan sus vitrales, obra de Emanuel Vigeland de 1917, y el retablo principal, una pintura de Axel Revold.
Tiene espacio para 1100 personas.
- Datos: Q1453342
- Multimedia: Fredrikstad domkirke / Q1453342